# Джордан (река)
Джордан (англ. Jordan River) — река в штате Юта, США. Вытекает из озера Юта, протекает через долину Солт-Лейк и впадает в озеро Большое Солёное. Длина составляет 82 км; площадь бассейна — около 2049 км². Средний расход воды — 15 м³/с. На реке расположены такие города как Солт-Лейк-Сити, Вест-Вэлли-Сити, Уэст-Джордан и Сэнди. В плейстоцене территория бассейна реки была частью озера Бонневилл.

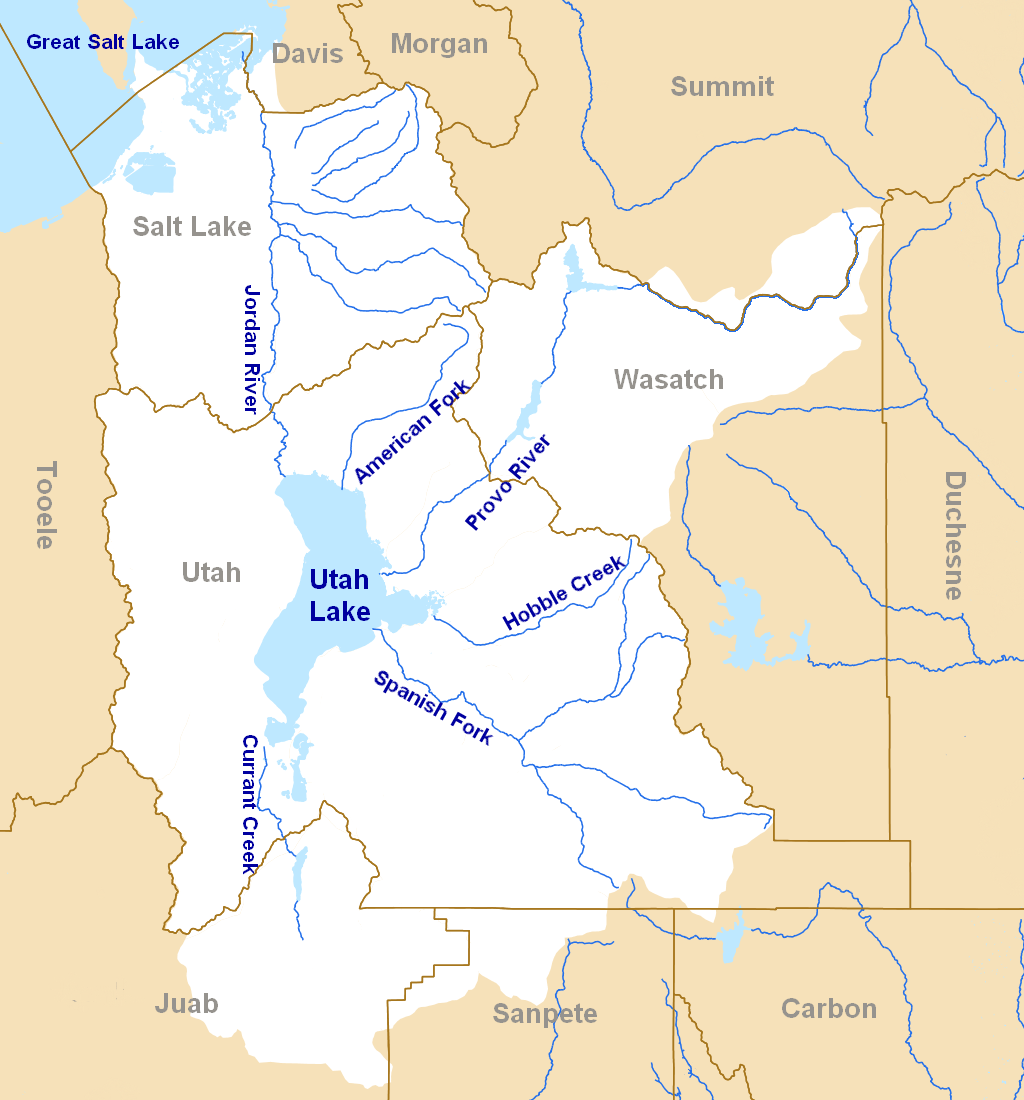
Бассейн реки Джордан

Джордан является единственной рекой, вытекающей из озера Юта. Она вытекает из северной оконечности озера, между городами Лехи и Саратога-Спрингс. Течёт в северном направлении через долину Юта и через 13 км после своего истока входит в ущелье в районе Траверс-Маунтинс. В ущелье, на расстоянии 67,3 км от устья, реку перегораживает плотина Тёрнс — первая из двух дамб на реке Джордан. В районе плотины часть воды реки отводится в каналы Ист-Джордан (на восток), Юта и Солт-Лейк (на запад). Ниже плотины вода отводится в канал Прово, распределительный канал Юта-Лейк и канал Якоб-Уэлби. Канал Юта-Лейк ведёт воду сначала на север, а затем на юг, и возвращает её в озеро Юта. Уже после ущелья на реке имеется дамба Джоинт, которая располагается в 64,2 км от устья. Здесь вода отводится на восток в каналы Джордан и Солт-Лейк-Сити, а также на запад — в канал Саут-Джордан.
Далее река течёт в средней части долины Солт-Лейк, протекая через городки Блуффдейл, Ривертон, Дрейпер и Саут-Джордан. В городе Саут-Джордан принимает с запада приток Мидас-Крик. Ниже река составляет границу между городами Уэст-Джордан (на западе), Сэнди и Мидвейл (на востоке). Принимает с запада приток Бингхам-Крик, а с востока приток Драй-Крик. Ниже Джордан формирует границу между городами Тэйлорсвилл, Вест-Велли-Сити (на западе) и Маррей, Саут-Солт-Лейк (на востоке). В районе города Маррей принимает притоки Литл-Коттонвуд и Биг-Коттонвуд, в 34,9 и 33,2 км от устья соответственно. В нижнем течении протекает через город Солт-Лейк-Сити, где принимает несколько притоков.